# Lauri Tanner
Lauri Arvo Tanner, född 20 november 1890, död 11 juli 1950, var en finländsk gymnast och fotbollsspelare.
Tanner tävlade för Finland vid olympiska sommarspelen 1912 i Stockholm, där han var med och tog silver i lagtävlingen i fritt system. Tanner var även en del av Finlands lag som slutade på 4:e plats i fotbollsturneringen.